# Steatocranus bleheri
Steatocranus bleheri är en fiskart som beskrevs av Meyer, 1993. Steatocranus bleheri ingår i släktet Steatocranus och familjen Cichlidae. IUCN kategoriserar arten globalt som otillräckligt studerad. Inga underarter finns listade i Catalogue of Life.